# Кондор (станция)
Кондор (исп. Cóndor) — железнодорожная станция в Боливии на линии, соединяющей города Рио-Мулатос и Потоси. Расположена в Андах на высоте 4786 м над уровнем моря, что давало ей вплоть до 2006 право называться второй по высоте железнодорожной станцией после разъезда Тиклио (4829 м), находящегося в Перу. Ширина колеи проходящей через станцию Кондор железной дороги составляет 1000 мм.

## Особенности и назначение
Станция является самой высокой точкой ответвления Железной дороги из Антофагасты в Боливию, выходящую из распорядительной станции Рио-Мулатос и соединяющую ее с городом Потоси, которая в целом является высокогорной. Линия была открыта в 1912 году для соединения основной железной дороги с монетным двором и горой Серро-Рико, где добывалось серебро. Станция находится там, где линия проходит через ущелье горного региона Кордильера-де-лос-Фрайлес.